# Maga Animation Studio
Maga Animation Studio è uno studio di animazione italiano fondato nel 1996 a Milano da Massimo Carrier Ragazzi  con sede a Monza. Si occupa della realizzazione di prodotti in computer grafica per settori dell'intrattenimento, animazione, cinema e TV.

Collabora con Disney nell'animazione dei personaggi più importanti, per pubblicità, promozioni televisive e serie. Nel 2017 si occupa di animare i personaggi del mondo di Super Mario, realizzando diverse cinematiche e le animazioni del trailer di lancio del gioco tripla A Mario + Rabbids Kingdom Battle prodotto da Ubisoft.

## Storia
Tra le sue produzioni Acqua in bocca, una serie in 52 episodi in animazione 3D, andata in onda su Rai 2 negli anni 2007.
Nel 2009, Maga Animation Studio ha prodotto la serie televisiva in 26 episodi PsicoVip, creata da Bruno Bozzetto e realizzata in animazione 3D, ispirata al lungometraggio del 1968 Vip mio fratello superuomo, dello stesso Bruno Bozzetto.
Nel 2014, ispirandosi liberamente al romanzo La Compagnia dei Celestini di Stefano Benni, insieme a Tele Images Productions e in collaborazione con Rai Fiction e France Télévision ha prodotto la serie televisiva in 39 episodi Extreme Football. Anche queste serie sono andate in onda su Rai 2.

## Filmografia (parziale)[10]

### Prodotti televisivi
- Ricky Zoom, è una serie animata britannica di origini franco-cinesi creata da Alexander Bar e prodotta dalla Hasbro della Entertainment One. In Italia va in onda il 30 settembre 2019 su Rai Yoyo[11][12].
- Extreme Football Tricks[13][14], serie animata (2019).
- The Olympig "Skeleton", serie animata (2006)[15]
- Mr. Men Little Miss Mini Adventures, mini-serie animata (2025)[16]

### Documentari
- Gualtiero Marchesi: The Great Italian, 2018, documentario sul cuoco italiano Gualtiero Marchesi[17][18][19][20].

## Videogiochi
- Nel 2017 si occupa di animare i personaggi del mondo di Super Mario, realizzando diverse cinematiche e le animazioni del trailer di lancio del gioco tripla A di Ubisoft, Mario+Rabbids Kingdom Battle[6].

## Formazione
Collaborazione con la Scuola Nazionale di Cinema-Centro Sperimentale di Cinematografia Sede Lombardia.

## Premi e riconoscimenti
Ha ottenuto riconoscimenti e premi nei principali festival ed eventi legati al mondo dell'animazione, sia in Italia che all'estero.. In particolare lo Studio ha ricevuto premi in diversi festival internazionali, tra cui Annecy e Promax